# Округ Ланкастер (Јужна Каролина)
Округ Ланкастер (енгл. Lancaster County) је округ у америчкој савезној држави Јужна Каролина. По попису из 2010. године број становника је 76.652.

## Демографија
Према попису становништва из 2010. у округу је живело 76.652 становника, што је 15.301 (24,9%) становника више него 2000. године.
| Група             | 2000.          | 2010.          |
| Белци             | 43.245 (70,5%) | 53.490 (69,8%) |
| Афроамериканци    | 16.479 (26,9%) | 18.278 (23,8%) |
| Азијати           | 164 (0,3%)     | 494 (0,6%)     |
| Хиспаноамериканци | 978 (1,6%)     | 3.384 (4,4%)   |
| Укупно            | 61.351         | 76.652         |